# 紀元前653年
紀元前653年（きげんぜん653ねん）は、西暦（ローマ暦）による年。紀元前1世紀の共和政ローマ末期以降の古代ローマにおいては、ローマ建国紀元101年として知られていた。紀年法として西暦（キリスト紀元）がヨーロッパで広く普及した中世時代初期以降、この年は紀元前653年と表記されるのが一般的となった。

## 他の紀年法
- 干支 : 戊辰
- 日本
  - 皇紀8年
  - 神武天皇8年
- 中国
  - 周 - 恵王24年
  - 魯 - 僖公7年
  - 斉 - 桓公33年
  - 晋 - 献公24年
  - 秦 - 穆公7年
  - 楚 - 成王19年
  - 宋 - 桓公29年
  - 衛 - 文公7年
  - 陳 - 宣公40年
  - 蔡 - 穆侯22年
  - 曹 - 昭公9年
  - 鄭 - 文公20年
  - 燕 - 襄公5年
- 朝鮮
  - 檀紀1681年
- ユダヤ暦 : 3108年 - 3109年

## できごと

### 中国
- 斉軍が鄭を攻撃した。鄭は申侯を殺して斉に陳謝した。
- 斉の桓公・魯の僖公・宋の桓公・陳の世子款・鄭の太子華（中国語版）が甯母で会盟した。
- 晋の里克が軍を率いて狄を攻撃し、采桑でこれを破った。

### エジプト
- この頃、エジプト王プサムテク1世がアッシリアの支配から独立し、エジプト第26王朝（サイス朝）を確立した（ - 紀元前525年）。

## 死去
- 曹の昭公
- 周の恵王